# American Cuisine
American Cuisine (Originaltitel: Cuisine américaine) ist eine französische Filmkomödie aus dem Jahr 1998.

## Handlung
Loren Collins wächst als Kind in einer Großküche auf, wo sein Vater als Koch arbeitet. Er bewundert den französischen Koch Louis Boyer und will selbst Starkoch werden. In der Armee darf er zwar kochen, wird aber entlassen, weil er andere Menüvorstellungen als seine Vorgesetzten hat.
Collins reist nach Dijon, Frankreich, wo er einen Aushilfsjob bekommt. Dort lernt er von Louis Boyer und verliebt sich in dessen Tochter Gabrielle.

## Hintergrund
Gedreht wurde in New York City, in Paris und in Dijon. 

## Kritiken
Das Lexikon des internationalen Films urteilte, dass „[t]rotz der Möglichkeit, lukullische, komische und erotische Zutaten zu einer charmanten Filmkomödie zu mixen,“ sei „nur ein uninspiriertes Lustspiel“ entstanden. „Schuld daran“ sei „ein Buch, das die Darsteller in ein enges Typenkorsett presst, eine vorhersehbare Dramaturgie ohne Überraschungen sowie eine unkonzentrierte Regie und Schauspieler, zwischen denen nur selten Funken sprühen.“
Prisma befand, dass der Film zwar „einige Längen“ habe, aber dennoch „eine witzige Geschichte zwischen Typenkomödie, Liebesfilm und Kochkunst“ sei. Eddy Mitchell wisse „als exzentrischer Chefkoch zu überzeugen“.
Laut Filmspiegel.de zeichne „Frische […] diesen Film aus“. „Begeistern können auch die Schauspieler“, heißt es weiterhin. „Das große Verdienst von American Cusine“ sei es, dass „er trotz seiner witzigen Grundstimmung die Charaktere ernstnimmt, und ihre Probleme vermittelt, ohne den Zuschauer zu langweilen.“